# Farrar, Straus and Giroux
Farrar, Straus and Giroux (FSG) ist ein 1946 in New York City gegründeter US-amerikanischer Verlag.
Gründer waren John C. Farrar (1896–1974), der 1929 Farrar &  Rinehart gegründet hatte, den Verlag aber bei der Gründung von FSG 1946 verließ,  und Roger Williams Straus Jr. (1917–2004), der zur Guggenheim Familie gehörte. Zunächst hießen sie Farrar & Straus und 1955 kam Robert Giroux (1914–2008) hinzu, der vorher bei Harcourt & Brace gewesen war, aber nach dem Tod der Gründer den Verlag verließ und eine Reihe bedeutender Autoren mitnahm, darunter T. S. Eliot,  Flannery O’Connor, Bernard Malamud, Thomas Merton, John Berryman, Robert Lowell, Jack Kerouac, Peter Taylor, Randall Jarrell. Er galt als Verleger von führenden Autoren des 20. Jahrhunderts und war auch in den 40er und 50er Jahren die erste Wahl bei ausländischen Autoren für einen Verleger in den USA. 1964 wurde sein Name in den des Verlags aufgenommen.
Straus holte Anfang der 1950er moderne italienische Autoren in das Verlagshaus  (Carlo Levi, Alberto Moravia, Giovanni Guareschi, Cesare Pavese), da er sich mit seiner Frau häufig in Italien aufhielt. Er warb auch Edmund Wilson von Random House ab. Einen frühen Erfolg hatten sie 1950 mit dem Bestseller Look younger, Live longer von Gayelord Hauser.
Zu den bedeutenden Autoren zählen weiter  Isaac Bashevis Singer, Carl Sandburg, Katherine Anne Porter, Donald Barthelme, William Golding, Scott Turow, Jonathan Franzen, Joseph Brodsky und Tom Wolfe. Viele der Autoren waren Nobelpreisträger oder Pulitzer-Preisträger.
Straus führte den Verlag zwanzig Jahre nach dem Tod von Farrar weiter und verkaufte 1993 an die Verlagsgruppe Georg von Holtzbrinck.
Sie arbeiteten lange mit dem britischen Verlag Faber and Faber zusammen (1998 übernahm FSG die US-Publikationen), trennten sich aber 2015.